# Comuna Vîșciîi Bulateț, Lubnî
Vîșciîi Bulateț (în ucraineană Вищий Булатець) este o comună în raionul Lubnî, regiunea Poltava, Ucraina, formată din satele Ciudnivți, Kononivka, Malîi Veazivok, Nîjnii Bulateț și Vîșciîi Bulateț (reședința).

## Demografie
Componența lingvistică a comunei Vîșciîi Bulateț
     Ucraineană (98,85%)
     Rusă (1,08%)
Conform recensământului din 2001, majoritatea populației comunei Vîșciîi Bulateț era vorbitoare de ucraineană (98,85%), existând în minoritate și vorbitori de rusă (1,08%).